# Francis Ryan
Francis J. Ryan (Philadelphia, 1908. január 10. – Philadelphia, 1977. október 14.) egykori amerikai válogatott labdarúgó.